# Dixa modesta
Dixa modesta är en tvåvingeart som beskrevs av Oskar Augustus Johannsen 1903. Dixa modesta ingår i släktet Dixa och familjen u-myggor. Inga underarter finns listade i Catalogue of Life.